# Cápsulas do Tempo de Westinghouse

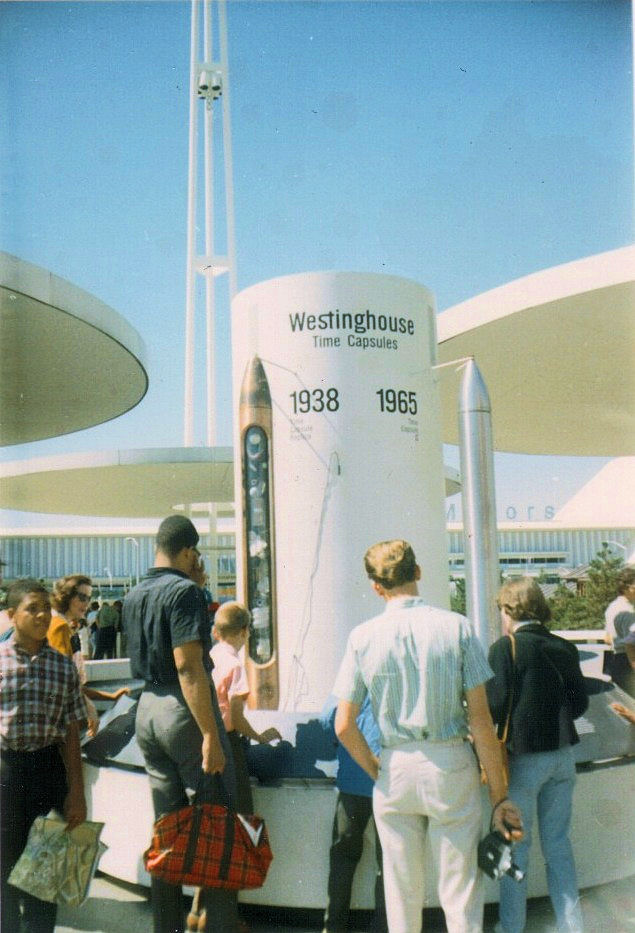
Feira Mundial de 1964–65
com a exibição das cápsulas do tempo

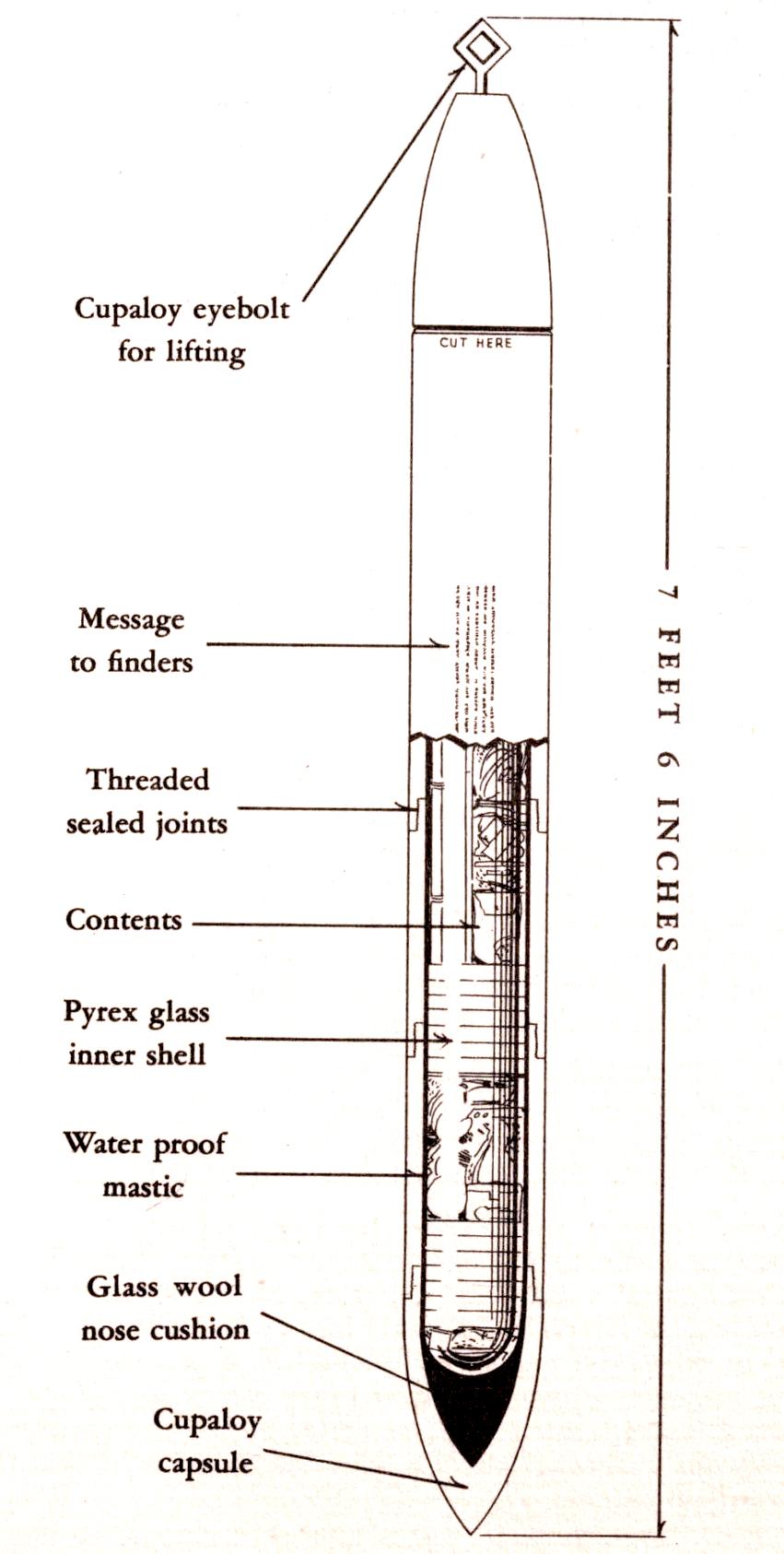
Desenho da cápsula de 1939

As Cápsulas do Tempo de Westinghouse são duas cápsulas do tempo preparadas pela Westinghouse Electric & Manufacturing Company: "Cápsula do Tempo I" foi criada para a Feira Mundial de Nova Iorque de 1939–40 e a "Cápsula do Tempo II" foi criada para a Feira Mundial de Nova Iorque de 1964-65. Ambas estão enterradas a 15 metros abaixo de Flushing Meadows-Corona Park, o lugar onde ocorreu ambas Feiras Mundiais; a cápsula de 1965 foi colocada 3 metros ao norte da cápsula de 1939. As cápsulas estão programadas para serem abertas no mesmo ano, 6939, cinco mil anos depois que a primeira cápsula foi fechada.

## Construção
As cápsulas do tempo tem formato de bala, medindo 90 polegadas (2,3 m) em comprimento, e tem um invólucro exterior de cerca de 8,75 polegadas (22,2 cm) de diâmetro. Cápsula do Tempo I pesa cerca de 800 libra (massa)s (360 kg), enquanto a Cápsula II pesa cerca de 400 libra (massa)s (180 kg).
A Cápsula do Tempo I é feita de uma liga metálica não ferrosa chamada Cupaloy, criada especialmente para esse projeto. Projetada para resistir a corrosão por 5,000 anos, a liga foi feita de 99,4% de cobre, 0,5% de crômio e 0,1% de prata. Westinghouse alega que Cupaly tem a mesma força do aço, mas ainda resistirá a maior parte da corrosão por milhares de anos por ele se torna um ânodo em reações eletrólito, recebendo deposito de material em vez de soltá-lo, como a maioria dos metais portadores de ferro. Cápsula do Tempo II foi feita de um metal de aço inoxidável chamado Kromarc, fornecido pela United States Steel. Os Laboratórios de Pesquisa da Westinghouse determinaram, com um  teste químico extensivo, que essa nova liga de super aço inoxidável iria resistir á corrosão, de forma bem parecida com a liga usada na Cápsula do Tempo I. Inventada por Frederick Charles Hull, o aço inoxidável Kromarc 55 é composto de 52,60% de ferro, 21,24% de níquel, 15,43% de crômio, 8,20% de manganês, 2,15% de molibdênio, 0,22% de silicone, 0,05% de carbono, 0,013% de fósforo, e 0,012% de enxofre.
Os conteúdos das cápsulas do tempo foram selados dentro de um envelope de vidro isolado e  hermético com um diâmetro interior de 6,5 polegadas (17 cm) e um comprimento de 81 polegadas (210 cm). O interior do envelope de vidro da Cápsula I foi preenchido com nitrogênio, enquanto a Cápsula II foi preenchida com o gás inerte, argônio. O termo "cápsula do tempo" foi cunhado por George Edward Pendray para a exibição de Westinghouse para a Feira Mundial de 1939 em Nova Iorque.

## Conteúdos das cápsulas
| Cápsula    | Data do enterro                  | Tempo até abertura |
| ---------- | -------------------------------- | ------------------ |
| Cápsula I  | 23 de setembro de 1938 (86 anos) | 4914 anos          |
| Cápsula II | 16 de outubro de 1965 (59 anos)  | 4914 anos          |

### Cápsula do Tempo I (1939)
Entre os 15 pequenos itens do dia a dia colocados na Cápsula do Tempo I, estavam uma caneta tinteiro e um conjunto de blocos de alfabeto. A Cápsula do Tempo I também contém 15 tipos de tecidos, metais e plásticos. Literatura moderna, arte contemporânea e notícias de eventos do século XX foram gravados num microfilme "Micro-File" para armazenamento na Cápsula do Tempo I; o "Micro-File" armazena mais de dez milhões de palavras e mil fotos, e tem um pequeno microscópio para leitura. Também há instruções sobre como fazer um leitor de microfilme maior e um projetor de cinema para os cinejornais.

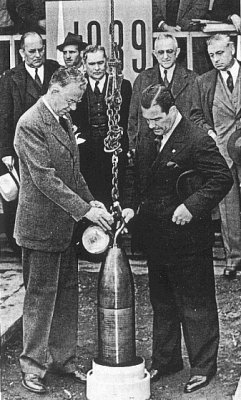
Cápsula do Tempo I

Também incluídas na cápsula estão cópias da revista Life, uma boneca Kewpie, um dólar, um pacote de cigarros Camel, um cinejornal de 15 minutos da RKO Pathe Pictures, um chapéu da Lilly Daché, e milhões de palavras de texto colocadas em rolos de microfilme que incluem um catálogo da Sears Roebuck, um dicionário, e um almanaque. Uma variedade de sementes foram colocadas na cápsula do tempo, incluindo: trigo, milho, aveia, tabaco, algodão, linho, arroz, soja, alfafa, beterraba sacarina, cenoura e cevada.
Os itens da cápsula foram selecionados para fazer uma crônica da vida no século XX nos Estados Unidos. Enquanto empacotava os conteúdos, sob a direção de representantes do National Institute of Standards and Technology dos Estados Unidos, cada objeto foi examinado para se determinar se ele poderia durar 5,000 anos. Em adição, foi tomado cuidado em selecionar itens que não sejam interativos e não se decomponham em gases ou ácidos perigosos. Itens orgânicos (por exemplo, sementes) foram armazenados frascos de vidro selados.
Cinco categorias de objetos foram armazenados no interior da Cápsula I:

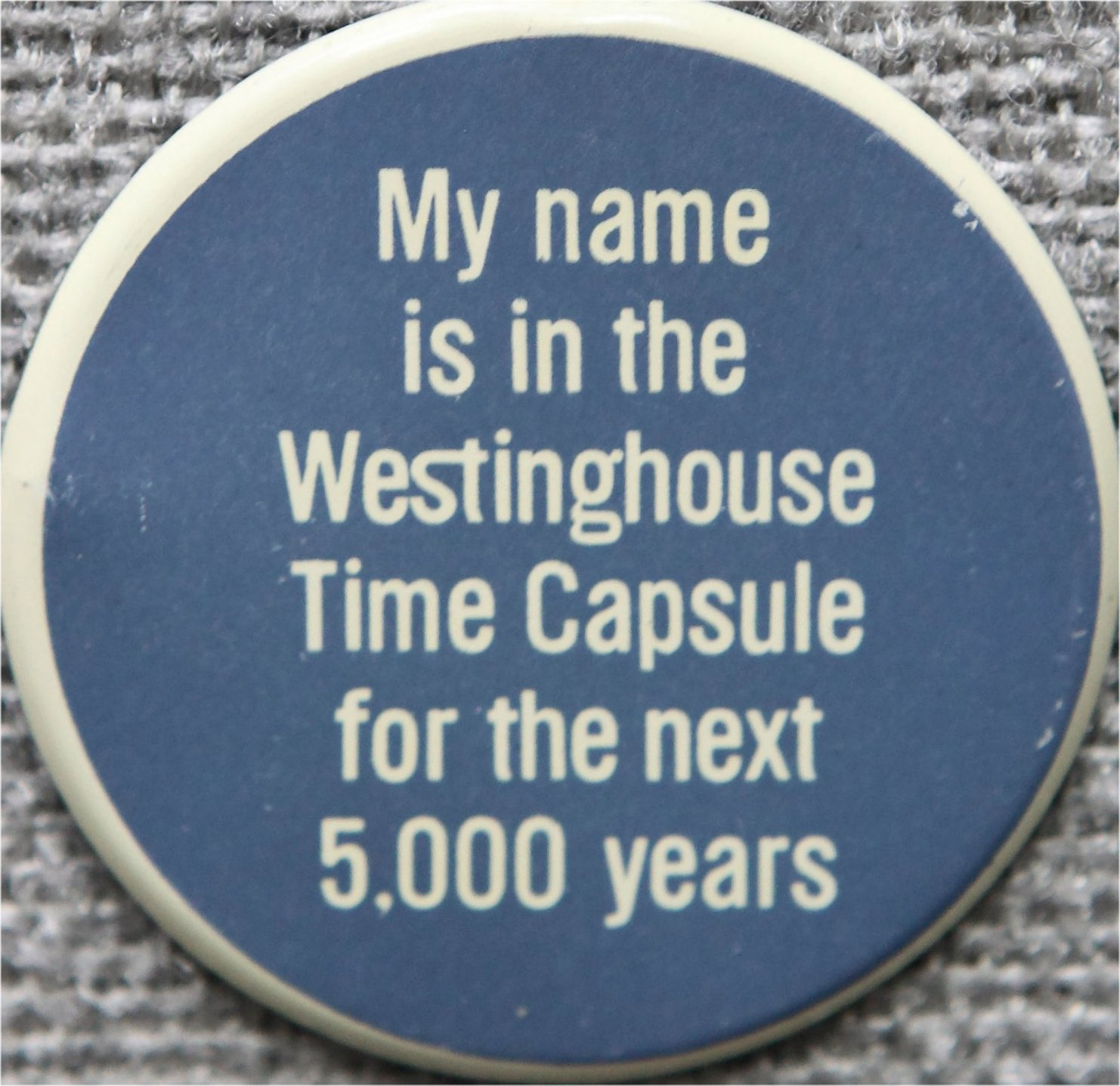
Guest book pin

- Pequenos artigos de uso comum
- Têxteis e materiais
- Ensaios em microfilme
- Cinejornal da RKO
- Itens gerais

### Cápsula do Tempo II (1965)
Cinco categorias principais foram colocadas na Cápsula II:
- Artigos de uso comum
- Energia atômica
- Desenvolvimentos científicos
- Espaço
- Outros

A categoria "outros" incluem imagens de um livro de visitantes assinado no pavilhão de Westinghouse na Feira de 64. Signatários receberam pinos de estanho, de cerca de 1,2 polegadas (30 mm) (quase o tamanho de uma moeda de cinquenta centavos), declarando, Meu nome está na Cápsula do Tempo de Westinghouse pelos próximos 5000 anos. As páginas do livro foram fotografadas em microfilme de celulose e armazenadas na cápsula do tempo. Uma duplicata exada dos artigos residem no Heinz History Center, além de uma réplica da Cápsula do Tempo I.

## Livro de Registro

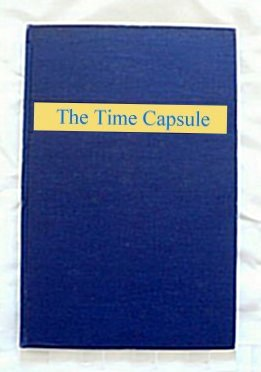
Representação da capa do Buckram azul

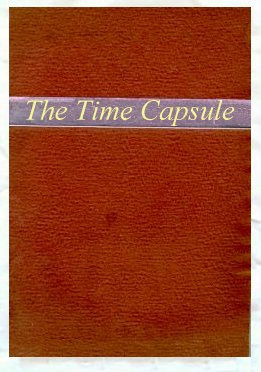
Representação da capa de papel feita manualmente

Os conteúdos da Cápsula do Tempo I foram registrados no "Livro de Registro da Cápsula do Tempo de Cupaloy". O propósito desse livro é preservar o conhecimento da existência da cápsula do tempo por 5,000 anos, e prover assistência às pessoas do ano 6939 em localizá-la e recuperá-la. Mais de 3,000 cópias do livro foram distribuídas em museus, monastérios e bibliotecas ao redor do mundo. Em ordem de evitar confusão com a cápsula de 1965, um suplemento anunciando a Cápsula do Tempo II foi enviado para os 3,000 recebedores da edição original de 1938.
Se os métodos atuais de determinação do tempo forem perdidos, gerações futuras vão poder calcular a idade das cápsulas do tempo usando dados astronômicos. No ano de 1939, teve dois eclipses lunares, que caíram no dia três de Maio e no dia 28 de Outubro. Teve mais dois eclipses do Sol, um eclipse anular no dia 19 de Abril, o caminho do eclipse anular passando pelo Polo Norte da Terra, e um eclipse total em 12 de Outubro, com o caminho total passando próximo ao Polo Sul. As longitudes heliocêntricas dos planetas na meia noite de 1º de Janeiro Tempo Médio de Greenwich, como se segue:
| Planeta - Mercúrio - Vênus - Earth - Marte - Júpiter - Saturno - Urano - Netuno - Plutão | graus 175 124 99 192 339 17 46 171 120 | minutos 55 43 40 4 12 30 23 32 17 | segundos 42 32 29 2 22 45 31 3 0 |

A posição média da Estrela do Norte Polaris (Alpha Ursae Minoris) em primeiro de Janeiro era Ascensão reta, 1 hora, 41 minutos, 59 segundos; distância da Estrela do Norte, 1 grau, 1 minuto e 33,8 segundos. Astrônomos do começo do século vinte determinaram que tal combinação de eventos astronômicos era improvável de se repetir em vários milhares de anos. Foi pensado que essa informação vai permitir que as pessoas do futuro determinem o número de anos que se passaram desde que a cápsula foi enterrada ao fazer o cálculo reverso a partir de sua época.

## Localização das duas cápsulas do tempo

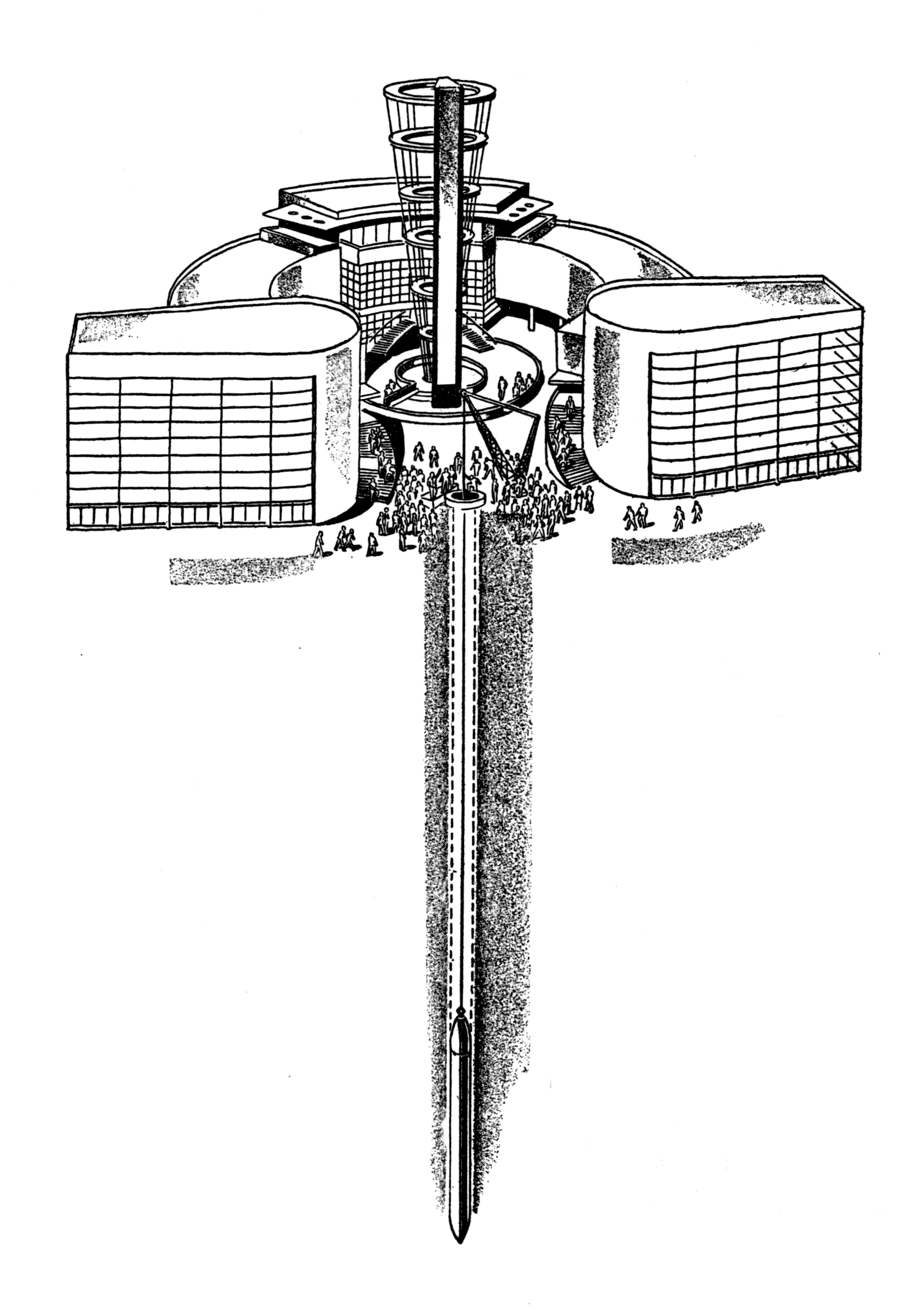
Exibição da Westinghouse (1939)

A Cápsula I foi baixada ao meio dia em 23 de Setembro de 1938, no momento preciso do Equinócio. As coordenadas de latitude e longitude de seu lugar de enterro, como determinadas pelo U.S. National Geodetic Survey, foi registrada no Livro de Registro como sendo 40° 44′ 34,09″ N, 73° 50′ 43,84″ O em até 1 polegada (2,5 cm). A cápsula provavelmente vai se mover na vertical ou horizontal por razões geológicas, então um método alternativo usando o campo eletromagnético foi provido. Esse método envolve construir um laço de arame de 10 pés (3,0 m) de diâmetro e colocando uma corrente alternada (entre 1,000 e 5,000 hertz) nisso com uma potência de pelo menos 200 watts Um segundo laço de arame, de cerca 1 pé (0,30 m) de diâmetro, vai detectar um "campo de distorção", indicando assim a localização exata das duas cápsulas com liga de metal, assumindo que não existam outros grandes objetos de metal na vizinhança.
No fechamento da Feira Mundial de 1965, uma "sentinela permanente" de sete toneladas de granito, feita pela Rock of Ages Corporation, foi instalada. O poço de 15 metros de comprimento foi enchido com piche, concreto e terra, e um monumento foi colocado para marcar as posições onde as cápsulas do tempo foram enterradas.

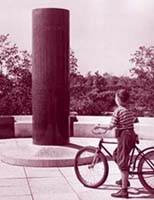
1938
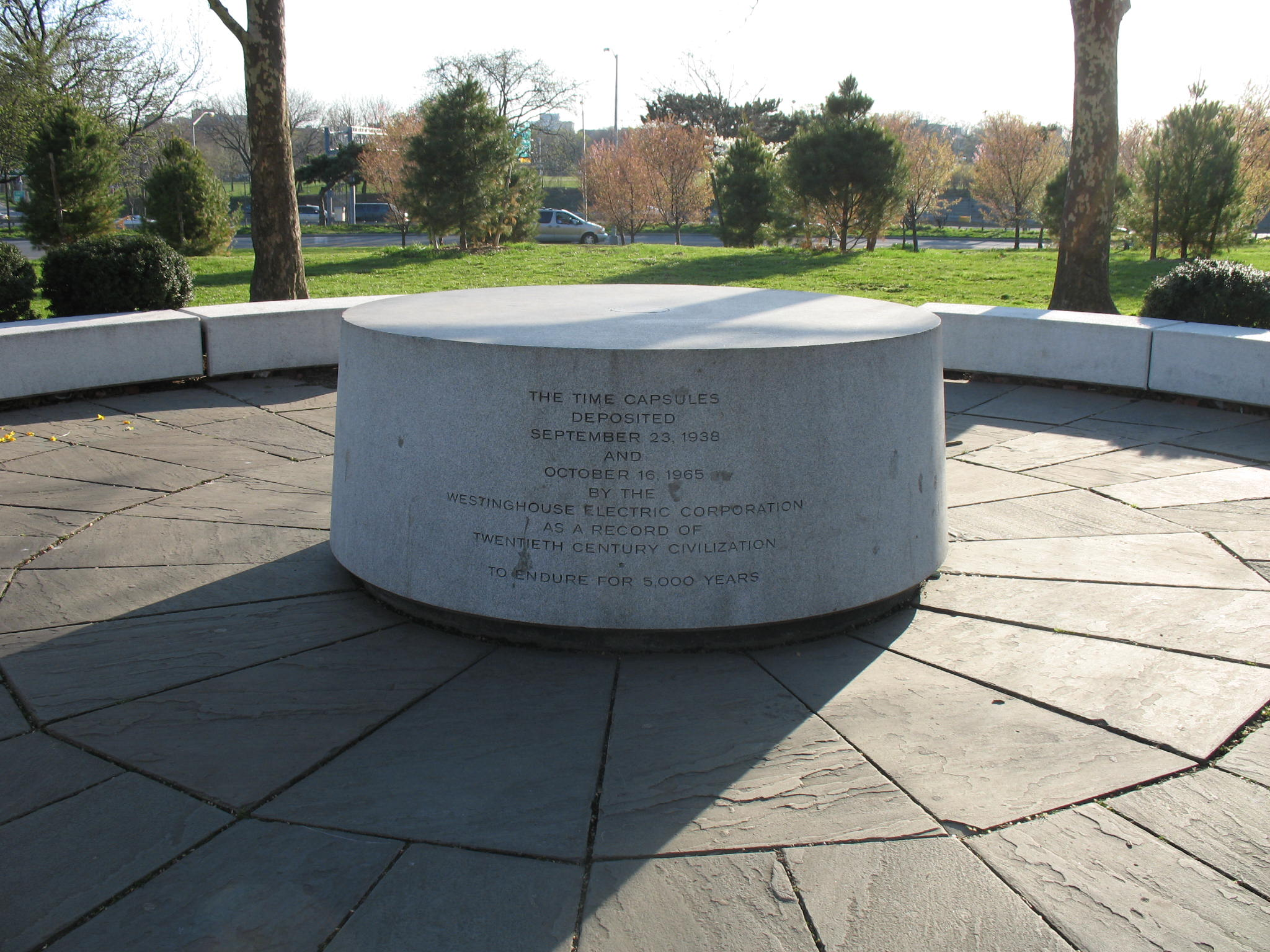
1965

## Mensagens
O Livro de Registro, uma cópia o qual foi microfilmado e colocado dentro da Cápsula do Tempo I, contém mensagens escritas de três homens importantes da época:
Mensagem de Albert Einstein

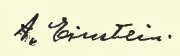

Nossa época é rica em mentes inventivas, de invenções as quais podem facilitar nossas vidas consideravelmente. Nós estamos cruzando o mar com energia e também a utilizamos para aliviar a Humanidade de todo o cansativo trabalho muscular. Nós aprendemos a voar e somos capazes de enviar mensagens e notícias sem dificuldade para todo o mundo, através de ondas elétricas. Entretanto, a produção e distribuição de commodities é inteiramente desorganizada, tanto que todos devem viver com medo de serem eliminados do ciclo econômico, dessa forma sofrendo por quererem tudo. Ainda mais, as pessoas que vivem em países diferentes matam umas as outras em intervalos de tempo irregulares, tanto que por essa razão qualquer um que pensa sobre o futuro deve viver sob medo e terror. Isso é devido ao fato de que a inteligência e caráter das massas são incomparavelmente menores do que a inteligência e caráter dos poucos que produzem algo valioso para a comunidade. Eu confio que a posterioridade vai ler essas declarações com um sentimento de orgulho e superioridade justificada.

Mensagem de Robert Andrews Millikan,

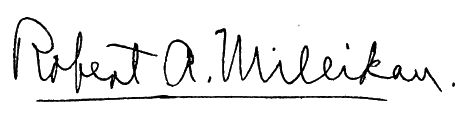

Até este momento, 22 de Agosto de 1938, os princípios de governo de cédula representativo,, com os que são representados pelos governos dos países Anglo-saxão, França, Escandinávia, estão em um conflito mortal com os princípios de despotismo, os quais a até dois séculos haviam controlado o destino do Homem através de praticamente toda História registrada. Se os princípios racionais, científicos e progressivos vencerem nessa luta, tam a possibilidade de uma era dourada e pacífica adiante para a Humanidade. Se os princípios reacionários de despotismo triunfarem agora e no futuro, a História futura da Humanidade vai repetir a triste história de guerra e opressão do passado.

Mensagem de Thomas Mann,

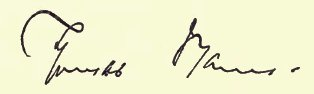

Nós agora sabemos que a ideia do futuro como sendo um "mundo melhor" era uma falácia da doutrina do progresso. As esperanças que centramos em você, cidadãos do futuro, não são exageradas de forma alguma. Em linhas gerais, você vai, na verdade, s se parecer conosco da mesma forma que nós nos parecemos com aqueles que viveram a mil ou cinco mil anos. Entre vocês o espírito também se sairá mal. Isso nunca deve se sair bem nessa Terra, de outra forma, você o precisaria mais. Esse conceito otimista de futuro é uma projeção no tempo de um esforço que não pertence ao mundo temporal, o esforço na parte do Homem de se aproximar da ideia de 'si mesmo', a Humanização do Homem. O que nós, neste ano de Nosso Senhor 1938, entendemos pelo termo "cultura" uma noção que tem uma pequena estima hoje por certas nações do mundo ocidental é simplesmente este esforço; O que chamamos de espírito é idêntico com isso, também. Irmãos do futuro, unam-se conosco no espírito desse esforço, nós enviamos nossas saudações.

## Inscrição nas cápsulas do tempo

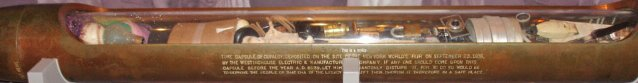

O exterior da cápsula do tempo de 1938 é estampado com essa mensagem para qualquer um que possa encontrá-la antes do ano de abertura de 6939.
CÁPSULA DDO TEMPO DE CUPALOY, DEPOSITADA NO TERRENO DA FEIRA MUNDIAL DE NOVA IORQUE NO DIA 23 DE SETEMBRO DE 1938,
 PELA WESTINGHOUSE ELECTRIC & MANUFACTURING COMPANY. SE ALGUÉM ENCONTRAR ESSA CÁPSULA
 ANTES DO ANO 6939 D.C, DEIXE-A IMPERTURBADA, POIS FAZER ISSO IRIA PRIVAR AS
 AS PESSOAS DESSA ERA DO LEGADO QUE AS FOI DEIXADO. APRECIE-O ENTÃO EM UM LUGAR SEGURO.
O exterior da cápsula do tempo de 1965 não tem nenhuma mensagem.

## Linguagens futuras
O Livro de Registro pede que seus conteúdos sejam traduzidos para novos idiomas a medida que eles forem desenvolvendo-se. Ele contém uma chave com ilustrações criadas pelo Dr. John P. Harrington do Smithsonian Institution para ajudar arqueólogos do futuro com o idioma Inglês, já que foi sentido que os idiomas atuais seriam perdidos. Isso também incluí uma ilustração que mostra exatamente onde os 33 sons do Inglês de 1938 são formados na cavidade oral, no qual o Dr. Harrington refere-se como um "mapa da boca."
|  |  |  |

|  |  |  |

- Este artigo foi inicialmente traduzido, total ou parcialmente, do artigo da Wikipédia em inglês cujo título é «Westinghouse Time Capsules».